# Máquina do Tempo (série de livros)
Máquina do Tempo (em inglês:  Time Machine) é uma série de livros de aventura infantis publicados primeiramente nos Estados Unidos pela editora Bantam Books, sucedendo o Escolha a Sua Aventura. No Brasil, parte dos livros foram traduzidos e publicados pela Editora Ediouro de 1987 a 1989. 
Toda a série foi escrita em segunda pessoa, apresentando várias escolhas ao leitor que definem o curso da história. Máquina do Tempo tem suas histórias baseadas em história mundial, ensinando conceitos desde dinossauros e cavaleiros até guerras mundiais. Apenas em Os Anéis de Saturno, oitavo livro, a história se passa no futuro, ensinando sobre o sistema solar. 
Cada livro inicia informando a missão do leitor e lhe mostrando um banco de dados. Já no final, existe um arquivo de informações que dá dicas sobre quais escolhas conduzem ao desfecho do livro.

## Livros
1987
- 1. O Segredo dos Cavaleiros, por Jim Gasperini
- 2. À Procura de Dinossauros, por David Bischoff
- 3. Espada do Samurai, por Michael Reaves e Steve Perry

1988
- 4. O Explorador da Idade do Gelo, por Dougal Dixon
- 5. O Mistério de Atlântida, por Jim Gasperini
- 6. O Cavaleiro do Oeste Selvagem, por Stephen Overholser

1989
- 7. Navegando com Piratas, por Jim Gasperini
- 8. Os Anéis de Saturno, por Arthur Byron Cover